# Zimán József
Zimán József (Szatmárnémeti, 1905. február 20. – Kolozsvár, 1997. július 4.) erdélyi magyar elbeszélő, újságíró.

## Életútja
Négy elemit végzett, utána vasmunkás volt Szatmáron a Prinz gyárban (1918–20, 1922–24). Mint ifjúmunkás kapcsolódott be a kommunista mozgalomba; 1922-ben Szatmáron a KISZ elnökének választották. 1924-ben kommunista tevékenységéért letartóztatták (ekkor három hónapig volt vizsgálati fogságban), 1927-ben Kolozsváron hat hónap börtönre és tízévi jogvesztésre ítélték. 1928-ban a kolozsvári vasúti főműhelyben alkalmazták, ahol 1929-ben a szakszervezet elnökévé választották. Részt vett az 1931-es nagy munkás tiltakozógyűlésen, ezért elbocsátották állásából. Ezt követően Budapesten, Bukarestben, Kolozsváron vállalt alkalmi munkákat. 1945–51 között Kolozsváron pártaktivista, 1948–52-ben a Cartea Rusă könyvesbolt igazgatója. 1951–61 között az Igazság c. napilap szerkesztőségében dolgozott, verseket, riportokat közölt.
Első írása a Munkás Újságban jelent meg 1931-ben. Koppintó Péter c. sorozatát az Igazság közölte, írásai megjelentek az Utunkban s a Falvak Népében is. Nyugdíjas éveiben hozzákezdett életrajza regényes feldolgozásához, de csak az első kötettel (az 1905–25 közötti évek) készült el. „Azért rokonszenves – írta róla Kormos Gyula –, mert [könyve] bukfencektől, grimaszoktól, didakticizmustól mentes tárgyilagos beszámoló egy szegény sorsú gyermek és családja sorsának alakulásáról.”

## Művei
- Inasok (regény, Bukarest, 1953)
- Új hajtás (karcolatok, elbeszélések, Bukarest, 1964)
- Árnyékos oldal (önéletrajzi regény, Bukarest, 1976)